# Ludolf von dem Bussche
Ludolf von dem Bussche (* nach 1454; † 28. August 1528) war Domherr in Münster.

## Leben

### Herkunft und Familie
Ludolf von dem Bussche entstammte dem westfälischen Adelsgeschlecht von dem Bussche und war der Sohn des Johann von dem Bussche zu Gesmold (1428–1503, Drost zu Grönenberg) und dessen Gemahlin Goste Stael, die 1453 den Bund der Ehe geschlossen hatten und 1460 über eine Erbschaft in den Besitz des Schlosses Gesmold kamen. Ludolfs Schwester Margarethe (* 1454) war mit Dietrich von der Borch verheiratet.

### Wirken
Am 10. November 1483 wird Ludolf als Domherr zu Münster urkundlich erwähnt. In Paderborn übte er das Amt des Domscholasters aus. Ihm war die Leitung der Domschule anvertraut. Er war auch im Besitz der Obedienz Sommersell. Über seinen weiteren Lebensweg gibt die Quellenlage keinen Aufschluss.